# 曼努埃尔·厄洛提科斯·科穆宁
曼努埃尔·厄洛提科斯·科穆宁 (希臘語：Μανουήλ Ἐρωτικός Κομνηνός, Manouēl Erōtikos Komnēnos; 955/960年 – 约1020年) 是巴西尔二世在位期间的一名拜占庭帝国军事将领，他是科穆宁王朝第一位被详细记载于史册的先祖。曼努埃尔的出身和父母皆不详，他在文献中的事迹包括：于978年巴尔达斯·斯克莱洛斯叛乱期间驻守尼西亚，并于此后11年出使斯克莱洛斯。他生育了三名子女，其长子伊萨克后来成为了拜占庭皇帝，其幼子约翰则是科穆宁王朝阿莱克修斯一世的父亲。

## 生平
曼努埃尔的早年生平不详。根据其于978年时正服役，且在约1015年时生育儿女，现代学者普遍认为其生年约在955年至960年之间。其父母的身份并不明确，由于曼努埃尔的长子名叫伊萨克，希腊学者君士坦丁·瓦尔佐斯认为曼努埃尔的父亲也叫伊萨克，因为希腊人有着以父方祖父命名长孙的习惯。除此之外，其父的生平皆付诸阙如。据瓦尔佐斯，曼努埃尔从其父亲那里继承了“科穆宁”的姓氏，而其同样身份不明的母亲来自厄洛提科斯家族，可能与11世纪的叛乱者狄奥斐卢斯·厄洛提科斯有亲缘关系。 法国学者让-克劳德·谢内则提出曼努埃尔应是厄洛提科斯家族的成员，而他是其中第一位改姓科穆宁的。现代学界普遍接受米海尔·普塞尔洛斯的记载，即其家族来自色雷斯地区的科穆宁村。瓦尔佐斯还认为曼努埃尔是大佩剑官尼基弗鲁斯·科穆宁的兄弟。尼基弗鲁斯于1021年拜占庭吞并亚美尼亚瓦斯普拉坎地区后立即被任命为其总督。尽管两者有可能有亲属关系，这一关系并不能得到证实。 
978年，曼努埃尔首见于史册。当时他正驻守尼西亚以抵抗巴尔达斯·斯克莱洛斯，后者发起了一场针对巴西尔二世的叛乱。虽然曼努埃尔的曾孙女安娜·科穆宁娜在阿莱克修斯传中称他曾被任命为东部军事独裁官且率大军镇压叛乱，实际情况很有可能是他只是一名地方指挥官。曼努埃尔守城得力，尽管围城者破坏了城市的一座塔楼。当粮草不济时，曼努埃尔诱骗了斯克莱洛斯，让后者相信自己有成山的小麦且正打算投靠他。这使得斯克莱洛斯答应让尼西亚居民自由地迁往君士坦丁堡。 989年，曼努埃尔再次出现在记载中，这次他被派遣到了再次发动叛乱的斯克莱洛斯处对他进行劝降。曼努埃尔成功地完成了任务，年老的反叛者于当年10月11日中止了行动。 根据记载，曼努埃尔持有贵族、资深执政官以及维斯提斯三个头衔。
曼努埃尔在帕夫拉戈尼亚地区的卡斯塔莫努拥有土地，在其死后由长子伊萨克继承。 这片土地在11世纪成为了科穆宁家族的大本营。 曼努埃尔约于1020年左右去世。那时他的子女尚且年幼，他遂将他们交付于巴西尔二世皇帝抚养。

## 家族
曼努埃尔的妻子几乎没有被记载。她有可能名叫玛利亚，与她的两名孙女同名，且大约于1015年去世。 夫妻二人生育了两个儿子，一个女儿。
1. 伊萨克一世·科穆宁 (约1007 – 1061), 与保加利亚第一帝国末代沙皇之女叶卡捷琳娜成婚。著名将领，于1057年受安纳托利亚将军们的拥戴成为皇帝。于1059年退位并隐居于修道院中。[9]
2. 无名女儿，约生于1012年，与意大利总督米海尔多凯亚诺斯成婚，其夫于1050年被佩切涅格人杀害。[10]
3. 约翰·科穆宁 (约1015 – 1067年7月12日), 与安娜·达拉塞娜成婚，伊萨克一世在位时担任禁卫军教导军团长。他的几个子女也成为了高级军事将领。其第三子阿莱克修斯一世·科穆宁于1081年成为皇帝，建立科穆宁王朝。[4][11]

## Sources
- 亚历山大·卡日丹 (编). . 牛津: 牛津大学出版社. 1991. ISBN 0-19-504652-8.
- Koytcheva, Elena. . Schwarcz, Andreas; Soustal, Peter; Tcholakova, Antoaneta  (编). . Vienna: LIT Verlag. 2014: 89–100. ISBN 978-3-643-50591-0.